# 長谷川美子
長谷川 美子（はせがわ よしこ、1987年2月28日）は、日本の女優、タレント、元プロレスラー、元お笑い芸人。埼玉県狭山市出身。TV、CM、バラエティなどの経験を踏み、初の主催舞台yoppy project【BattleButler】では1,800人を動員。愛称は「よぴ」「よっぴー」。プロレスラーとしては2019年11月6日後楽園ホールにてアクトレスガールズからプロレスデビュー。2019年12月1日フジテレビ【ザ・ノンフィクション】女32歳 きょうからプロレスラー 〜父への告白〜 にてデビューまでを密着放送。2021年1月に首の圧迫骨折、脊髄椎間板ヘルニアの診断により長期欠場。欠場中に所属団体がプロレス廃業し欠場のまま卒業となった。2022年8月13日ガンバレ☆プロレス所属となりプロレス再デビューを果たす。

## 略歴
舞台、映画、MC、グラビアなど各分野で活躍するマルチタレント。明るく活発でしゃべるのが好き。
2015年8月9日の自身のブログで、同年8月15日のヤツルギショーを持って芸能活動を無期限休止することを報告した。
2016年8月30日の自身のブログで、同年9月より芸能活動を再開することを報告した。
2019年11月6日、Actwres girl'Z・後楽園ホール大会にてプロレスデビュー。舞台で共演経験があり女優としては後輩となる藤本つかさがデビュー戦の相手となった。
2021年1月2日、頸椎椎間板ヘルニア、首の圧迫骨折によりActwres girl'Zの欠場を報告。
2021年12月31日、アクトレスガールズのプロレス活動終了およびBeginning、Color’s解散に伴い、欠場のままアクトレスガールズを卒業。
2022年7月1日、よっぴーとして、株式会社しずーの、ブリ中野の三人組でお笑いトリオ「ガーシャンズ」を結成。
2022年7月10日、ガンバレ☆プロレス・大田区総合体育館大会に来場し、ガンプロへの入団と8月13日後楽園大会での「再デビュー」を発表した。
2024年1月31日、ガンバレ☆プロレスが3月いっぱいで株式会社CyberFightから独立することを発表するが、長谷川は団体に残らずフリーとして活動することを選択。3月31日の契約満了をもってガンプロを退団した。3月28日の上野恩賜公園野外ステージ大会での試合がガンプロ所属としての最後の出場となった。
2024年5月11日、高島平公会堂にて同じくガンバレ☆プロレスを退団しフリーになったリアラとともに自主興行『自主興行～100人呼べなければ即婚活スペシャル～』を開催。ダブルメインイベントで雪妃真矢と対戦し敗れる。
2024年7月、ガーシャンズ解散に伴いお笑い芸人からも引退。
2024年8月3日、NEW PIER HALLで行われたベストボディ・ジャパンプロレスリングの旗揚げ6周年記念大会で、山中絵里奈とのタッグでBBW女子タッグ王座に挑戦。王者組のチェリー&竹林早苗から勝利して第2代王者となる。
2024年8月25日、東京女子プロレスの後楽園ホール大会に出てきて9月から東京女子プロレスへのレギュラー参戦を発表。
2025年2月28日には、単独では初の自主興行『長谷川美子☆自主興行 -Yoppy's Next Stage-』をTOKYO SQUARE in Itabashiで開催。自身はメインイベントで清水ひかりと対戦。
2025年3月27日に記者会見を行い、7月をもって東京女子プロレスの卒業とプロレス引退を発表。
2025年7月5日の東京女子プロレス・ラジアントホール大会で、鳥喰かやとのタッグでリアラ&HIMAWARIと対戦し、長谷川がリアラからマフラーホールドでギブアップ勝ち。このとき、リアラはアイアンマンヘビーメタル級王座を保持していたため、同王座のタイトルマッチルールにより長谷川が第1751代王者となる。
2025年7月8日、新宿FACEでの卒業記念興行「NonfictioN」でプロレスラー引退。卒業記念試合では、所属及び定期参戦選手27人を相手にノータッチルール採用の時間無制限3本勝負という特別ルールで対戦。3日前に奪取したアイアンマン王座をこの日まで守り抜いたことで、同王座も賭けられた。1本目では、対戦相手によってリング上に引っ張り出された甲田哲也から辰巳リカの加勢も得て3カウントをとったが、2本目で鈴芽のリング・ア・ベルを決められてフォールをとられてアイアンマン王座陥落。3本目は中島翔子との一騎打ちの様相となり、最後に中島のダイビング・セントーンで3カウントを聞く。試合後、卒業セレモニーを行って約5年9ヶ月にわたるプロレスラー人生を終えた。

## 人物
- 父と同じ誕生日。

## タイトル歴
ベストボディ・ジャパンプロレスリング
- BBW女子タッグ王座（第2代、パートナーは山中絵里奈）

DDTプロレスリング
- 第1751代アイアンマンヘビーメタル級王座[12]

## 入場曲
RE START / 長谷川美子
2022年12月27日のガンバレ☆プロレス・後楽園ホール大会から使用。歌唱は本人。
Ready to Go / 中島大地
2020年に長谷川自身のプロデュースで上演した舞台『BattleButler-Another-』のオープニングテーマ。

## 出演作品

### PV
- DREAMS COME TRUE(♪SUNSHINE)
- BENNIE K with SEAMO(♪a love story)
- やなわらばー(♪空をこえて海をこえて)
- コブクロ(♪桜)
- デリカデッセン(♪startend)
- ホイフェスタ feat HIROKI from ORANGE RANGE(♪桜月)
- Docomo [F-04B]PV

### CM
- 任天堂(リズム天国)
- オロナインH軟膏(大塚製薬)
- ハローワーク

### TV
- サイコラッ
- ミュージックステーション - mihimaru GTバックダンサー
- 金曜日のタマゴたち
- 東京TVランド
- アウトリミット
- 全力坂
- 元気にありがとう
- 江東ワイドスクエア
- SmaSTATION!!
- ちょい寄り
- HOT2インフォメーション
- 日本全国ご自慢列島 ジマング
- 東京ダイナマイトの素晴らしいTV
- 鳳神ヤツルギ
  - もぐもぐ！べじわーるど3
- ザ・ノンフィクション
- 覆面D

### 映画
- 劇場版 鳳神ヤツルギ 木更津超熱戦 燃えあがれヤツルギ魂

### イメージビデオ
1. 君にhappening
2. 純情マリンガール

### WEB番組
- こすなま
- ニコニコ生放送(GGW)
- 優妃の胸キュンドットネット(ラジオ)
- 村山ひとしのキャラリンッぱ!
- OLIVER’S WORLD（あっ!とおどろく放送局)
- ゆく年くる年「OLIVER’S WORLD」2010年～2011年 （あっ!とおどろく放送局、2010年12月31日）
- 有田プロレスインターナショナル
- 有田哲平のプロレス噺【オマエ有田だろ!!】

### 舞台
- OUT OF ORDER -偉人伝心-
- 春のスケッチブック
- モエプロ第5回本公演「夢みた景色の描き方」
  1. flag.1 〜青い春が止まらない〜
  2. flag.2 〜princess in the dark〜主演
  3. flag.3 〜ハミングデイズ〜
- 進戯団夢命クラシックス
  - 花音 - 主演
  - ファントムライセンス
  - Requiem
  - 碧のヴォヤージュ
- DIVE@LIVE-維新-幕末狼kick!
- fragmentedge［プリンセス・アジェンダ］
- ハイブリッドエンターテイメント ファイティングミュージカル［魔界］

#### 主催舞台
- 大人じゃないモン☆presents「TONKACHI-GIRL」
- yoppy project
  - BattleButler
    - BattleButler再演

  - BattleButler-Another-

### グラビア
- 壁紙.com
- てきスタ撮影会
- アイドルi動画
- 日刊ゲンダイ（2010年3月9日）
- ＠失礼します

### WEB
- Docomo直感ゲーム紹介ムービー
- HONDA web CM
- 千葉市広報ビデオ
- yahoo!チャリティーオークション
- 楽天チャリティーオークション

### VP
- TOSHO
- 東京ディズニーランド
- ホームズ
- 久光製薬

### 雑誌
- るるぶ(横浜08)(箱根08)(東京横浜ベストセレクト09)(千葉房総09)(東京3時間散歩)(伊豆箱根10)
- ぴあ(夏)(冬)(年末年始)
- フロムページ
- パチンコ攻略塾
- 埼玉スーパーカタログ
- BLACKBOX

### MC
- 鳳神ヤツルギアクションショー
- LUZ LIVE
- ライダーライブ

### Event&Show
- Wedding Show
- イベントJAPAN2009
- 撮影会